# گرانت ۳۱۵۴
سیارک ۳۱۵۴ (به انگلیسی: 3154 Grant، نامگذاری:1984SO3) سه هزار و صد و پنجاه و چهارمین سیارک کشف شده‌است که در ۲۸ سپتامبر ۱۹۸۴ کشف شد.
قدر مطلق سیارک برابر ۱۲٫۶۰ است.